# シュッタルナ3世
シュッタルナ3世（Shuttarna III）は、古代メソポタミア、ミタンニの王。

## 略歴
シュッタルナ3世は、紀元前14世紀のミタンニの短い期間の王。シュッタルナ3世はトゥシュラッタの王位を簒奪したアルタタマ2世の息子であった。
シュッタルナ3世はアッシリアからの支援を模索したが、ヒッタイトが首都に向かって進軍し、シャッティワザを王位に就かせた際に敗北した。